# أسماك مصفحة
الأسماك المصفحة أو لوريكاريدي (باللاتينية: Loricariidae)، هي فصيلة أسماك تنتمي لرتبة قرموط Siluriformes .